# Once in a Lifetime (singolo Talking Heads)
Once in a Lifetime è un brano musicale del gruppo musicale statunitense Talking Heads ed il primo singolo estratto dal loro quarto album studio Remain in Light.
La canzone è stata scritta da David Byrne, Brian Eno (che ne fu anche il produttore), Chris Frantz, Jerry Harrison e Tina Weymouth e, oltre all'approvazione che ricevette dalla critica, vanta di essere stata menzionata da National Public Radio tra le 100 migliori produzioni musicali americane del XX secolo.
Il singolo è stato pubblicato il 2 febbraio 1981, preceduto dalla pubblicazione dell'album che è avvenuta l'8 ottobre 1980.

## Il testo
Molti versi della canzone sembrano alludere all'esistenzialismo. La canzone può anche essere interpretata come una descrizione della crisi della mezza età, durante la quale si vedono svanire gran parte degli ideali giovanili e dei sogni di successo.

## Il video
Il video prodotto per Once in a Lifetime mostra il frontman David Byrne che balla quasi come una marionetta mentre alle sue spalle vi è uno sfondo che varia: inizialmente dell'acqua, successivamente bianco e poi con delle immagini relative al testo della canzone.
Byrne muove le braccia, ruota la testa, si piega, accarezza il pavimento e compie tutti movimenti realizzabili con una vera marionetta. Inoltre, durante alcuni passaggi, sullo sfondo si vedono delle marionette-Byrne che si muovono in perfetta sincronia, mentre il cantante in primo piano va sempre più fuori ritmo.
Il video è esposto al Museum of Modern Art di New York. Alcuni dei movimenti di Byrne (spasmi, movimenti oculari, respiri profondi...) sono stati ispirati dalla sua coreografa Toni Basil, che gli ha mostrato dei video di persone affette da epilessia.

## Esecuzioni dal vivo
L'esecuzione di Once in a Lifetime tenuta dalla band al Pantages Theatre di Hollywood è stata registrata ed inserita nel film concerto Stop Making Sense. L'album omonimo tratto dal film è stato inserito nel 2003 dalla rivista Rolling Stone al 345º posto nella classifica dei 500 migliori album di tutti i tempi.
Questa versione della canzone è riprodotta anche durante i titoli di testa del film Su e giù per Beverly Hills. Inoltre fu pubblicata come singolo nel 1985 piazzandosi al 22º posto nella classifica dei Paesi Bassi e al 91° nella Billboard Hot 100.

## Formazione
Al momento della registrazione del singolo la band era composta come segue (formazione che rimase invariata per tutto il periodo di attività del gruppo):
- David Byrne - voce, chitarra
- Jerry Harrison - tastiera, chitarra, voce
- Chris Frantz - batteria, percussioni
- Tina Weymouth - basso, voce

## Classifiche

### Versione originale
| Classifica (1981) | Posizione più alta |
| ----------------- | ------------------ |
| Canada            | 28                 |
| Nuova Zelanda     | 15                 |
| Paesi Bassi       | 24                 |
| Regno Unito       | 14                 |

### Versione live
| Classifica (1985) | Posizione più alta |
| ----------------- | ------------------ |
| Paesi Bassi       | 22                 |
| USA               | 91                 |